# 日本空手道英新門
日本空手道英新門（にほんからてどうえいしんもん）は、日本の伝統派空手の団体。

## 沿革
上地流二世宗家・上地完英の高弟であった新木覺（日本空手道上地流修武会初代会長）が、実業団空手道連盟会長としての経験から、空手を志す人々が流派の壁を超えて集い、研究し、切磋琢磨する場として2003年（平成15年）に創設した。英新門の「英」は上地完英の名に由来する。

## 組織
創設者
新木覺（1927年11月29日 - 2008年6月16日）
英新門 開祖初代門主、門号・無覚
実業団空手道連盟 範士10段
上地流空手道連合会 範士9段
役員
二代目門主　七五三貴嘉
総代　寒川清和
上地流・首座　下地康夫
北派系・首座　北川定正
英新門総務　小林茂樹
技術研究・首座　川原正
海外普及・首座　久野泰
事務総長 西山義浩

## 加盟団体
- 英新門洗心会 （会長 七五三貴嘉、副会長 七五三聖子）
- 英新門武有会 （会長 寒川清和、 副会長 川原正）
- 英新門修武会 （会長 小林茂樹）
- 上地流久野派修武会（会長 久野泰、 顧問 久野穆）
- 英新門麻心会 （会長 野村正男、 副会長 枡田教利）
- 英新門六甲守禮会 （会長 常徳誠志、 副会長 大国成人）
- 英新門童心会 （会長 古川逞箭）
- 古武術研鑽会 （会長 川原正、事務局 傳法勝義）